# Űrbalekok
Az Űrbalekok (eredeti cím: 3rd Rock from the Sun) 1996-ban bemutatott amerikai szitkomsorozat, amot Bonnie Turner és Terry Turner készített. A műsor négy földönkívüliről szól, akik az emberek viselkedését jöttek tanulmányozni a Földre, ehhez pedig ők maguk is embereknek álcázzák magukat. A főszereplők közt megtalálható John Lithgow, Kristen Johnston, French Stewart, Joseph Gordon-Levitt és Jane Curtin.
A sorozatot az Amerikai Egyesült Államokban az NBC adta 1996. január 9. és 2001. május 22. között. Magyarországon először az RTL Klub mutatta be 2000. október 23-án, majd a Cool TV is műsorra tűzte. Később a Viasat 3 is bemutatta 2004. február 23-án.

## Cselekmény
A történet egy űrlénycsapatról szól, akik egy a Cepheus és a Sárkány csillagkép határán lévő spirálgalaxisból érkeztek a Földre, hogy tanulmányozzák az embereket. Az expedíció tagjai az ohioi Rutherford városában szállnak meg, ahol magukat embernek álcázva, egy családnak tettetve magukat kezdik meg munkájukat.
A csapat vezetője Dick Solomon, aki a Pendleton Egyetem fizikaprofesszoraként helyezkedik el az antropológus Dr. Mary Albright mellett. A csapat információs tisztje és legidősebb tagja, Tommy viszont egy tinédzser testét kapja, így arra kényszerül, hogy iskolába járjon. A maradék két földönkívüli, a biztonsági tiszt Sally és az idióta Harry otthon töltik az idejüket, egyik munkát a másik után próbálva ki.

## Szereplők
| Színész              | Szerep                     | Magyar hang   |
| -------------------- | -------------------------- | ------------- |
| John Lithgow         | Dr. Dick Solomon           | Koroknay Géza |
| Kristen Johnston     | Sally Solomon              | Mics Ildikó   |
| French Stewart       | Harry Solomon              | Fekete Zoltán |
| Joseph Gordon-Levitt | Tommy Solomon              | Baráth István |
| Jane Curtin          | Dr. Mary Margaret Albright | Andresz Kati  |
| Simbi Khali          | Nina Campbell              | Böhm Anita    |
| Elmarie Wendel       | Mamie Dubcek               |               |
| Wayne Knight         | Don Orville                |               |

## Epizódok
| Évad | Évad | Epizódok | Eredeti sugárzás     | Eredeti sugárzás |
| Évad | Évad | Epizódok | Évadpremier          | Évadfinálé       |
| ---- | ---- | -------- | -------------------- | ---------------- |
|      | 1    | 20       | 1996. június 9.      | 1996. május 21.  |
|      | 2    | 26       | 1996. szeptember 22. | 1997. május 18.  |
|      | 3    | 27       | 1997. szeptember 24. | 1998. május 20.  |
|      | 4    | 24       | 1998. szeptember 23. | 1999. május 25.  |
|      | 5    | 22       | 1999. szeptember 21. | 2000. május 23.  |
|      | 6    | 20       | 2000. október 24.    | 2001. május 22.  |